# Verenigd Koninkrijk op het Eurovisiesongfestival 1970
Het Verenigd Koninkrijk deed in 1970 voor de dertiende keer mee aan het Eurovisiesongfestival. Zangeres Mary Hopkin 
was intern gekozen door de BBC om het land te vertegenwoordigen. Het lied werd echter via een nationale voorronde gekozen.

## Nationale voorselectie
Onder de titel A Song for Europe 1970 hield het Verenigd Koninkrijk een nationale finale om het lied te selecteren voor het Eurovisiesongfestival 1970. Zangeres Mary Hopkin was intern gekozen om het land te vertegenwoordigen, tijdens de nationale finale zong zij zes liedjes mensen konden postkaarten insturen voor hun favoriete lied. De nationale finale werd gehouden op 7 maart 1970 het werd gepresenteerd door Cliff Richard. 
Op het Eurovisiesongfestival 1970 werd Hopkin uiteindelijk 2de met 26 punten, 6 punten minder dan de winnaar uit Ierland.
| Artiest     | Lied                              | Plaats | Punten  |
| ----------- | --------------------------------- | ------ | ------- |
| Mary Hopkin | Three Ships                       | 3      | 60,330  |
| Mary Hopkin | Early in the Morning of your Life | 6      | 15,090  |
| Mary Hopkin | I'm Gonna Fall in Love Again      | 2      | 74,670  |
| Mary Hopkin | You're Everything you Need        | 5      | 39,360  |
| Mary Hopkin | Can I Believe                     | 4      | 42,160  |
| Mary Hopkin | Knock, knock who's there?         | 1      | 120,290 |

1957 · 1958 · 1959 · 1960 · 1961 · 1962 · 1963 · 1964 · 1965 · 1966 · 1967 · 1968 · 1969 · 1970 · 1971 · 1972 · 1973 · 1974 · 1975 · 1976 · 1977 · 1978 · 1979 · 1980 · 1981 · 1982 · 1983 · 1984 · 1985 · 1986 · 1987 · 1988 · 1989 · 1990 · 1991 · 1992 · 1993 · 1994 · 1995 · 1996 · 1997 · 1998 · 1999 · 2000 · 2001 · 2002 · 2003 · 2004 · 2005 · 2006 · 2007 · 2008 · 2009 · 2010 · 2011 · 2012 · 2013 · 2014 · 2015 · 2016 · 2017 · 2018 · 2019 · 2020 · 2021 · 2022 · 2023 · 2024 · 2025